# Rachael Bland
Rachael Bland z domu Hodges (ur. 21 stycznia 1978 w Cardiff, zm. 5 września 2018 w Cheshire) – brytyjska dziennikarka, prezenterka radiowa i telewizyjna w BBC Radio 5 Live, BBC News i BBC North West Tonight.

## Kariera
Bland urodziła się w Creigiau w Cardiff. Karierę rozpoczęła od prezentacji biuletynów w stacji BBC Local Radio.. Następnie przeniosła się do BBC Radio 5 Live, w pierwszym czytaniu wiadomości w programie Richarda Bacona. Bland zaczęła prezentować sport w telewizji, a także występowała w charakterze prezenterki w programie BBC News. Kiedy BBC Radio 5 Live przeniosło się do Salford Quays w 2011 roku, Bland zaczęła prezentować w BBC North West Tonight zarówno jako prezenterka wiadomości, jak i główna prezenterka.

## Życie prywatne
We wrześniu 2013 poślubiła producenta BBC Radio 5 Live Steve’a Blanda. Mieli razem syna, Freddiego.
Bland startowała w zawodach triathlonowych, w tym z London Triathlon 2010, zbierając fundusze na Breast Cancer Care. Ukończyła London Marathon kilka razy.

## Choroba i śmierć
U Rachael Bland został zdiagnozowany rak piersi w listopadzie 2016 roku. We wczesnych stadiach choroby nadal występowała na wizji Radio 5 Live, mówiąc, że wolałaby być znana jako „Rachael prezenterka wiadomości” niż „Rachael pacjentka z rakiem”. Została zaatakowana przez tzw. trolle internetowe, które oskarżyły ją o „niewystarczającą walkę z rakiem”.
Po zdiagnozowaniu choroby, Bland zaczęła prezentować walkę ze swoją chorobą w autorskim programie You, Me i the Big C, aby podnieść świadomość na temat raka i doradzając, jak sobie z tym radzić. Program stał się popularny oraz podniósł zainteresowanie i dyskusję na temat raka, a eksperci medyczni regularnie pojawiali się w programie. Na początku 2018 uczestniczyła w klinicznej próbie eksperymentalnego leczenia w Manchesterze, która miała nadzieję zapobiec lub opóźnić raka. To się jednak nie udało, w maju ogłosiła, że jej rak rozprzestrzenił się na inne narządy i jest nieuleczalny. Miała nadzieję, że leczenie kliniczne będzie nadal dostępne, aby mogła żyć dłużej. Kontynuowała blogowanie i prowadzenie You, Me i the Big C i miała nadzieję, że zrobi wystarczająco dużo, aby w przyszłości jej syn mógł zobaczyć wspomnienia z jej życia. Pod koniec życia ogłosiła, że napisała swoje wspomnienia, które, jak miała nadzieję, zostaną opublikowane pewnego dnia.
W sierpniu 2018 Bland ogłosiła, że ma mniej niż rok życia. 3 września poinformowała na swoim koncie na Twitterze, że „jej czas nadszedł” i że ma tylko kilka dni życia. Zmarła dwa dni później, mając 40 lat. Rodzina i koledzy złożyli jej hołd, w tym Dan Walker, Kelly Holmes, były kanclerz skarbu, George Osborne i Charlie Simpson z Busted, sekretarz zdrowia Matt Hancock powiedział: „Jej spuścizna jest świadectwem tego, ile jeszcze musimy zrobić pokonać tę straszną chorobę”.